# Сивілла Левічарофф
Сивілла Левічарофф (нім. Sibylle Lewitscharoff; 16 квітня 1954, Штутгарт — 13 травня 2023, Берлін) — німецька письменниця та драматургиня болгарського походження.

## Біографія
Народилася в Штутгарті. Батько емігрував в Німеччину з Болгарії під час Другої світової війни. Мати — німкеня. Коли їй було 9 років, батько вчинив самогубство. Це мало вплив на життя та творчість Сивілли Левіачарофф.
За освітою теологиня (Вільний університет Берліна(. Після закінчення університету певний час працювала бухгалтеркою в рекламному агентстві. Проживала в Буенос-Айресі та в Парижі, до Берліна повернулася в 2000 році.
Творчу діяльність розпочинала як авторка радіопостановок. Перші друковані твори з'явилися в 1994 році. Популярності письменниці приніс роман «Понг» (1998), за який отримала першу свою літературну премію імені Інгеборг Бахман.
Крім письменницької, займається викладацькою діяльністю. Сивілла Левіачарофф є членкинею ПЕН-Центру Німеччини, Німецької академії мови і поезії, Баварської академії витончених мистецтв та Берлінської академії мистецтв.
Одружена з художником Фрідріхом Мекшепером, проживає в Берліні.

## Творча діяльність
Левіачарофф відома в Німеччині як авторка романів: «Монтгомері», «Consummatus», «Апостол», «Блюмберг».
Романи отримали високу оцінку не лише за ідейний зміст, але і за дотепну, іронічну мову. Її твори розкривають важливі питання людства з гумором і глибокодумністю. Експерт з німецької літератури Ульріке Ведер вважає, що творчість Левіачарофф має всі характерні риси магічного реалізму.
У 2012 році створила драму «Перед судом», прем'єра якої відбулася в травні цього ж року в Національному театрі Мангейма. За поєднання в творах повсякденної реальності, фантазії та лінгвістичну винахідливість Левіачарофф присуджено в 2013 році найпрестижнішу літературну премію Німеччини — премію Бюхнера, якою також нагороджені Гюнтер Грасс, Генріх Белль, Фрідріх Дюрренматт і Ельфріде Єлінек.
У 2014 році вперше звернулася до детективного жанру. Роман отримав назву «Killmousky» на честь чорного кота, який одного вечора прибув до будинку Річарда Елвагнера, колишнього поліцейського, що є відправною точкою сюжету.
Твори Сивілли Левіачарофф перекладені французькою, англійською, іспанською, турецькою, словенською мовами. Українською мовою на даний час перекладів не мають.

## Художні твори

### Романи
- «36 Gerechte». 1994 р.
- «Понг», 1998 р. (фр. пер. 2000, тур. пер. 2003, англ. пер. 2013)
- «Монтгомері», 2003 р.
- «Consummatus» , 2006 р.
- «Апостол», 2009 р. (ісп. пер. 2010)
- «Блюменберг», 2011 р. (ісп. и словен. пер. 2013)
- «Killmousky», 2014 р.

### Драми
«Перед судом», 2012 р.

### Есе
«Письменник як дитина», 2009 р.

## Відзнаки
- Премія Марії-Луізи Кашниць (2008);
- Берлінська літературна премія (2010);
- Премія Лейпцигського книжкового ярмарку (2010);
- Премія Кляйста, премія Рікарда Хуха (2011);
- Премія Георга Бюхнера (2013);
- Премія Вільгельма Раабе (2013);
- Стипендія Німецької академії в Римі (Вілла Массімо, 2013).